# 起底組
起底組（英語：Keyboard Warriors）是一套於2018年上映的香港電影，由網絡作家薛可正執導，游學修、林耀聲、鄧月平、陳凱琳、鄧麗欣主演。
此劇以2014年香港解款車遺落錢箱案為背景，講述有網民在網絡上發起「起底組」追查此事，發現背後存在不少陰謀。此劇不僅帶出了香港獨有的網絡文化，亦間接映射了香港網民常用的網絡討論區之一—高登討論區。

## 劇情
途徑鬧市的解款車錢箱跌出馬路，吸引市民瘋狂執錢。典型毒男關正傑及其好友雷安明案發當日身在現場，卻無份執錢，對事件產生好奇。因此在高登討論區成立「起底組」，主動調查解款車事件，更吸引高登女神Jun加入。與拜金妹妹柯梓盈相依為命的休班O記女警員柯梓楠，因獨力守護錢箱成為警隊英雌，更被安排加入「解款車跌錢案」的調查小隊。 警方相信案件純屬意外及難以尋回所有失鈔，決定解散調查小隊，但起底組調查下去，發現事件表面看似一單普通意外，原來大有陰謀！

## 演員列表

### 主要角色
| 演員   | 角色   | 介紹              |
| ------ | ------ | ----------------- |
| 游學修 | 雷安明 |                   |
| 林耀聲 | 關正傑 |                   |
| 鄧月平 | Jun    |                   |
| 陳凱琳 | 柯梓盈 |                   |
| 鄧麗欣 | 柯梓楠 | 柯梓盈家姐 女警官 |

### 其他角色
| 演員   | 角色                      | 介紹 |
| ------ | ------------------------- | ---- |
| 吳嘉政 | 鐵鳩船長                  |      |
| 陳嘉莉 | 漁農署女職員              |      |
| 黃家慰 | 愛是含9很耐               |      |
| 何啟華 | 只攻與防                  |      |
| 陳彼得 | 孟母3000                  |      |
| 陳敏之 | 女警官 負責指揮警方調查組 |      |
| 陳觀泰 | 關正傑父                  |      |

## 軼聞
- 此劇是陳凱琳與鄧麗欣的首次合作[4]。

## 大事記
- 2017年8月3日：劇組舉行開鏡儀式[5]。
- 2018年4月17日：劇組於銅鑼灣舉行煞科宴[1]。
- 2018年10月27日：劇組於銅鑼灣Cinema City JP舉行首映禮[2]。

## 評價
此劇的評價好壞參差。
有資深影評人認為，相對於西方偵探電影中的高科技與專業駭客，本劇取材香港本土的「起底」文化，將網民不再視為「廢青」而是真正協助警方偵案之餘亦能察覺到警隊內部不足之處，成功將網民打造成「鍵盤戰士」（亦即本劇的英文名稱）；且題材在香港電影界而言尚算新鮮。
然而有評論認為，此劇相對於另一套題材相似的美國電影人肉搜尋，不論在劇本編排、攝影等方面，皆不及後者，因此只給予差評。

## 外部連結
- 互联网电影数据库（IMDb）上《起底組》的资料（英文）